# Adama Kouyaté
Pour les articles homonymes, voir Kouyaté.
 Adama Kouyaté, né en 1928 à Bougouni (région de Sikasso) et mort le 14 février 2020, est un photographe malien.

## Biographie
En 1944, il gagne Bamako à la recherche d'un emploi. Deux ans plus tard, il commençait l'apprentissage de la photographie sous les ordres de Bakary Doumbia, photographie de studio. Entré au Photo Hall Soudanais, premier laboratoire de photographie du Mali, il ne tarde pas à gagner ses galons. Il crée le Photo Hall Kati dans la ville de Kati, non loin de Bamako. En 1964 il part pour Ouagadougou et y ouvre le Photo Hall Voltaïque avant de revenir s'installer au Mali en 1968 dans la ville de Ségou. À l'instar de Malick Sidibé, ou de Seydou Keïta, Adama Kouyaté fait partie d'une génération de photographes maliens qui ont su saisir l'ambiance de la société malienne, juste après l'indépendance,.

## Exposition
- 2011, la Librairie Photographique, Paris.
- 2012, « Photographing the Social Body: Malian Portraiture from the Studio to the Street », Pearlman Teaching Museum, Northfield (USA)